# Бранко Джерич
Бранко Джерич (на сръбски: Бранко Ђерић) е политик от Република Сръбска, министър-председател на Република Сръбска между 22 април 1992 и 20 януари 1993 г., излъчен от Сръбската демократическа партия (СДП).

## Биография
Бранко Джерич е роден на 20 ноември 1948 година в Югославия. През 1981 година получава докторска степен в Икономическия факултет на Белградския университет. Става първи министър-председател на Република Сръбска от 22 април 1992 до 20 януари 1993 г. По-късно е преподавател в университета на Източно Сараево.